# Copa da Ucrânia de 2011–12
A Copa da Ucrânia de 2011–12 foi a 21ª edição do torneio organizado anualmente pela FFU, disputado em forma de eliminatórias em jogo único. O campeão se classifica para a fase de playoff da Liga Europa.

## Preliminares

### Primeira Rodada Preliminar
As partidas foram disputadas no dia 16 de Julho de 2011.
| Time 1                  | Placar                | Time 2                    |
| ----------------------- | --------------------- | ------------------------- |
| Bastion Illichivsk      | w/o                   | Makiyivvuhillya Makiyivka |
| Dynamo Khmelnytskyi     | 0–1                   | Shakhtar Sverdlovsk       |
| Real Pharm Yuzhne       | 2–5                   | Stal Dniprodzerzhynsk     |
| Berehvydeyk Berehove    | 1–0                   | Krystal Kherson           |
| Slavutych Cherkasy      | 1–0                   | Myr Hornostayivka         |
| UkrAhroKom Pryiutivka   | 2–1                   | Avanhard Kramatorsk       |
| Hirnyk-Sport Komsomolsk | 1–1 (pro.) 3–5 (pên.) | Hirnyk Kryvyi Rih         |
| Slovkhlib Slovyansk     | w/o                   | Zhytychi Zhytomyr         |
| SKAD-Yalpuh Bolhrad     | 1–2                   | Skala Stryi               |
| Desna Chernihiv         | w/o                   | Nyva Ternopil             |

### Segunda Rodada Preliminar
As partidas foram disputadas no dia 17 de Agosto de 2011.
| Time 1                       | Placar     | Time 2                     |
| ---------------------------- | ---------- | -------------------------- |
| UkrAhroKom Pryiutivka        | 0–1 (pro.) | Metalurh Zaporizhya        |
| Shakhtar Sverdlovsk          | 4–1        | Slavutych Cherkasy         |
| Stal Alchevsk                | 0–1        | FC Sevastopol              |
| Slovkhlib Slovyansk          | 1–0        | FC Odesa                   |
| Prykarpattya Ivano-Frankivsk | 1–2        | FC Poltava                 |
| Desna Chernihiv              | 0–2        | Enerhetyk Burshtyn         |
| Stal Dniprodzerzhynsk        | 1–0        | Makiyivvuhillya Makiyivka  |
| Hoverla-Zakarpattia Uzhhorod | 1–0        | Helios Kharkiv             |
| Kremin Kremenchuk            | 2–0        | Hirnyk Kryvyi Rih          |
| Skala Stryi                  | 0–2        | Arsenal Bila Tserkva       |
| Berehvydeyk Berehove         | 1–0        | Naftovyk-Ukrnafta Okhtyrka |
| FC Sumy                      | 3–1        | Krymteplytsya Molodizhne   |
| Bukovyna Chernivtsi          | 3–2 (1)    | Olimpik Donetsk            |
| FC Lviv                      | 1–3        | Zirka Kirovohrad           |
| Enerhiya Nova Kakhovka       | 0–4        | MFK Mykolaiv               |
| Tytan Armyansk               | w/o(2)     | Nyva Vinnytsia             |

Notas:
↑(1)  Partida disputada no dia 16 de Agosto.
↑(2)  Partida não disputada devido as dificuldades financeiras do Nyva Vinnytsia.

## Dezesseis Avos de Final
As partidas foram disputadas no dia 21 de Setembro de 2011.
| Time 1                | Placar                | Time 2                       |
| --------------------- | --------------------- | ---------------------------- |
| Kremin Kremenchuk     | 2–3                   | Dynamo Kyiv                  |
| FC Sumy               | 1–1 (pro.) 3–2 (pên.) | Zirka Kirovohrad             |
| Slovkhlib Slovyansk   | 0–2                   | Zorya Luhansk                |
| FC Poltava            | 0–1                   | Karpaty Lviv                 |
| Shakhtar Sverdlovsk   | 0–2                   | Shakhtar Donetsk             |
| Metalurh Zaporizhya   | 1–0                   | Hoverla-Zakarpattya Uzhhorod |
| MFK Mykolaiv          | 0–2                   | Vorskla Poltava              |
| Metalurh Donetsk      | 2–0                   | Tavriya Simferopol           |
| Arsenal Kyiv          | 5–0                   | PFC Oleksandria              |
| Bukovyna Chernivtsi   | 2–1                   | Obolon Kyiv                  |
| Tytan Armyansk        | 0–1                   | Dnipro Dnipropetrovsk        |
| Volyn Lutsk           | 7–1                   | Illichivets Mariupol         |
| Arsenal Bila Tserkva  | 2–3 (pro.)            | Kryvbas Kryvyi Rih           |
| Stal Dniprodzerzhynsk | 2–1                   | FC Sevastopol                |
| Berehvydeyk Berehove  | 0–3                   | Metalist Kharkiv             |
| Enerhetyk Burshtyn    | 0–1                   | Chornomorets Odessa          |

## Oitavas de Final
O sorteio foi realizado no dia 13 de outubro. As partidas foram disputadas no dia 26 de Outubro. O confronto entre Dynamo e Shakhtar sempre esperado para as semi finais ou final desta vez aconteceu apenas nas Oitavas.
| Time 1                | Placar     | Time 2                |
| --------------------- | ---------- | --------------------- |
| Stal Dniprodzerzhynsk | 0–4        | Chornomorets Odessa   |
| Metalurh Zaporizhya   | 3–0        | Vorskla Poltava       |
| Volyn Lutsk           | 3–2 (pro.) | Dnipro Dnipropetrovsk |
| Bukovyna Chernivtsi   | 0–2        | Arsenal Kyiv          |
| Karpaty Lviv          | 1–0        | Metalist Kharkiv      |
| FC Sumy               | 1–3        | Zorya Luhansk         |
| Dynamo Kyiv           | 2–3        | Shakhtar Donetsk      |
| Metalurh Donetsk      | 4–0        | Kryvbas Kryvyi Rih    |

## Quartas de Final
| 11 de Abril de 2012 | Arsenal Kyiv | 0 – 1 (pro.) | Volyn Lutsk | Estádio Lobanovsky Dynamo, Kyiv       |
|                     |              |              | Maicon 105' | Público: 2,895 Árbitro: Dmytro Zhukov |

| 11 de Abril de 2012 | Zorya Luhansk | 0 – 1 (pro.) | Metalurh Donetsk     | Estádio Avanhard, Luhansk                      |
|                     |               |              | Idahor 108' (contra) | Público: 12,000 Árbitro: Konstyantyn Trukhanov |

| 11 de Abril de 2012 | Karpaty Lviv                   | 2 – 1 | Chornomorets Odessa | Arena Lviv, Lviv                          |
|                     | Hladkyi 8' · Danilo Avelar 71' |       | Bakaj 83'           | Público: 18,500 Árbitro: Oleksandr Ivanov |

| 11 de Abril de 2012 | Metalurh Zaporizhya | 0 – 1 | Shakhtar Donetsk | Slavutych Arena, Zaporizhya            |
|                     |                     |       | Mkhitaryan 79'   | Público: 11,700 Árbitro: Andriy Kuzman |

## Semifinais
| 27 de Abril de 2012 | Volyn Lutsk                          | 3 – 4 | Shakhtar Donetsk                                                       | Estádio Avanhard, Lutsk                   |
|                     | Maicon 35' (pên.), 90+2' · Ramon 84' |       | Teixeira 24' · Fernandinho 37' (pên.) · Adriano 60' (pên.) · Costa 90' | Público: 12,080 Árbitro: Vitaliy Hodulyan |

## Final
| 6 de Maio de 2012 | Metalurh Donetsk | 1 – 2 (pro.) | Shakhtar Donetsk           | NSC Olimpiyskiy, Kyiv                              |
| 19:30 UTC+2       | Morozyuk 68'     | Report       | Teixeira 23' · Kucher 104' | Público: 47,314 Árbitro: Anatoliy Abdula (Kharkiv) |

| Copa da Ucrânia 2011–12              |
| ------------------------------------ |
| SHAKHTAR DONETSK Campeão (8º título) |

## Artilharia
Os jogadores em negrito ainda estão na competição.
| Jogador           | Time                  | Gols (Pên.) |
| ----------------- | --------------------- | ----------- |
| Maicon            | Volyn Lutsk           | 5 (1)       |
| Ramon             | Volyn Lutsk           | 4 (1)       |
| Seykhan Aliyev    | Stal Dniprodzerzhynsk | 3           |
| Hryhoriy Haranyan | Stal Dniprodzerzhynsk | 3           |